# Pityrogramma eggersii
Pityrogramma eggersii är en kantbräkenväxtart som först beskrevs av Christ, och fick sitt nu gällande namn av William Ralph Maxon. Pityrogramma eggersii ingår i släktet Pityrogramma och familjen Pteridaceae. Inga underarter finns listade.